# ایتوروپ
ایتوروپ (به لاتین: Iturup) یک جزیره مورد مناقشه میان روسیه و ژاپن است. ایتوروپ ۷٬۵۰۰ نفر جمعیت دارد و یکی از جزایر کوریل محسوب می‌شود.